# Giōrgos Trontzos
Giōrgos Trontzos (in greco Γιώργος Τρόντζος?; Veria, 16 febbraio 1942) è un ex cestista e allenatore di pallacanestro greco.

## Carriera
Con la Grecia ha disputato quattro edizioni dei Campionati europei (1965, 1967, 1969, 1973).

## Palmarès

### Giocatore
- Campionato greco: 5

AEK Atene: 1963-64, 1964-65, 1965-66, 1967-68, 1969-70
- Coppa delle Coppe: 1

AEK Atene: 1967-68